# Le Théâtre des opérations
Pour plus de détails, voir Fiche technique et Distribution.
Le Théâtre des opérations est un film documentaire helvético-français réalisé par Benoît Rossel et sorti en 2007.

## Synopsis
Les différentes étapes de l'initiation d'un apprenti chirurgien dans l'univers du bloc opératoire.

## Fiche technique
- Titre : Le Théâtre des opérations
- Réalisation : Benoît Rossel
- Scénario : Benoît Rossel
- Photographie : Benoît Rossel, Séverine Barde et Séverine Kuthy
- Son : Marc von Stürler et Laurent Barbey
- Montage : Catherine Rascon
- Musique : Karol Beffa
- Pays de production :  Suisse -  France
- Sociétés de production : PCT cinéma télévision - Everybody On Deck
- Lieu de tournage : Lausanne
- Genre : Documentaire
- Durée : 86 minutes
- Dates de sortie : 
  - Suisse : 20 avril 2007 (Festival Visions du réel)
  - France : 3 décembre 2008

## Récompense
- Prix de la TSR du meilleur film suisse 2007 au festival Visions du réel 2007[1]